# Günther Korten
Günther Korten (n. 26 iulie 1898, Köln, Imperiul German – d. 22 iulie 1944, Rastenburg, Statul Liber Prusia⁠(d), Germania Nazistă) a fost un general-colonel german și șef al Statului Major General al Luftwaffe (25 august 1943 – 22 iulie 1944) în timpul celui de-al Doilea Război Mondial. A murit din cauza rănilor suferite în încercarea de asasinare a lui Adolf Hitler din iulie 1944.

## Biografie

### Tinerețea
Korten s-a născut la Köln ca fiu al arhitectului Hugo Korten (1855-1931) și al soției sale, Marie Korten (1866-1942). La începutul Primului Război Mondial era cadet în Armata Prusacă. El a servit într-un batalion de geniu în timpul războiului. Și-a continuat cariera militară după război în trupele de geniu, până când a fost selectat în 1928 pentru a participa la un program secret de instruire a piloților militari germani în Uniunea Sovietică. La întoarcerea sa în Republica de la Weimar s-a alăturat organizației „Bildstelle Berlin”.

### Al Doilea Război Mondial
Korten s-a alăturat Luftwaffe în 1934, odată cu începerea programului de reînarmare a Germaniei, sub auspiciile noului regim nazist. A urmat cursuri de ofițer de stat major și a lucrat timp de mai mulți ani în Ministerul Aerului. A fost colonel și șef al Statului Major al Luftflotte 4 (Flota Aeriană 4), staționată în Austria.
La începutul anului 1940 Korten a fost transferat în statul major al Luftflotte 3 (Flota Aeriană 3), în care a servit în timpul Bătăliei Franței și a Bătăliei Angliei. La 19 iulie 1940 a fost avansat la gradul de general-maior. În ianuarie 1941 a fost transferat înapoi în Luftflotte 4, cu care a participat la Campania din Balcani și la atacul împotriva Uniunii Sovietice (Operațiunea Barbarossa). A fost decorat la 19 septembrie 1941 cu Ordinul „Steaua României” cu spade, în gradul de Mare Ofițer cu panglica de „Virtutea Militară” „pentru destoinicia și devotamentul de care au dat dovadă pe câmpul de luptă în operațiunile contra bolșevicilor în colaborare cu trupele române”.
În august 1942 a fost înaintat la gradul de general-locotenent și numit comandant al Corpului Aerian I (I. Fliegerkorps), care lupta în sectorul sudic al Frontului de Est, și a fost transferat temporar pe postul de comandant al Don Luftwaffenkommando (26 august 1942 - 17 februarie 1943) în timpul Bătăliei de la Stalingrad.
La începutul anului 1943 Korten a fost promovat la gradul de General der Flieger și la 12 iunie 1943 l-a înlocuit pe Alfred Keller la comanda Luftflotte 1 (Flota Aeriană 1). Câteva săptămâni mai târziu, la 25 august 1943, a acceptat funcția de șef al Statului Major General al Luftwaffe, după ce fostul șef, generalul Hans Jeschonnek, s-a sinucis.

### Moartea

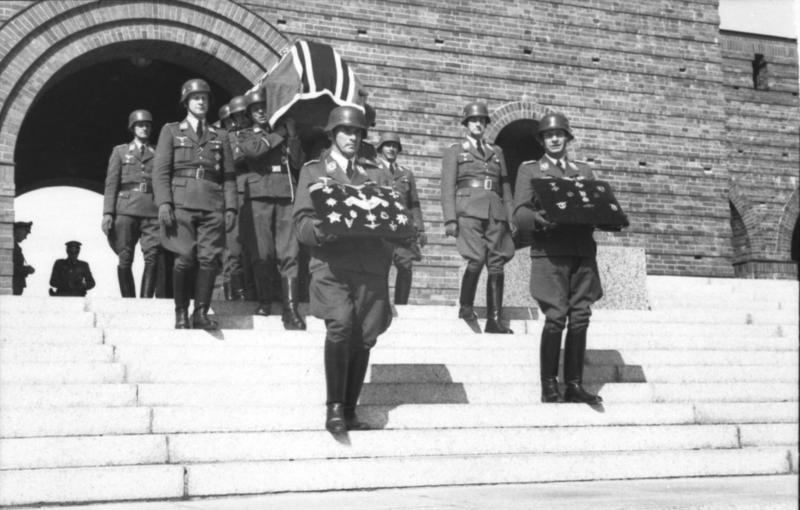
Ceremonia funerară de la Tannenberg

Korten a fost grav rănit la Wolfsschanze, cartierul general operativ al lui Hitler de lângă Rastenburg, în timpul Atentatului din 20 iulie 1944, prin care colonelul Claus von Stauffenberg a încercat să îl asasineze pe Hitler prin plasarea în apropierea lui a unei bombe. Heinz Linge, ordonanța lui Hitler, care a pătruns la scurtă vreme după explozie în baraca unde avusese loc conferința militară, a precizat că l-a găsit pe generalul Korten cu picioarele zdrobite și zbătându-se între viață și moarte. La două zile după încercarea de asasinat, generalul Korten a decedat din cauza rănilor în spitalul militar de la cartierul general al Führerului. La fel ca și alte victime militare ale atentatului, Rudolf Schmundt și Heinz Brandt, a fost avansat post-mortem, în cazul său la gradul de general-colonel. 
Inițial, Korten a fost îngropat în Memorialul Tannenberg. El a fost reînhumat mai târziu în cimitirul Friedhof Bergstraße din Steglitz, Berlin. Mormântul încă mai există.

## Decorații
- Crucea de Fier (1914), cl. a II-a și I-a
- Crucea de Fier cu barete cl. II și I (1939)
- Crucea de Cavaler a Crucii de Fier (3 mai 1941) ca Generalmajor și șef al Statului Major al Luftflotte 4[7]
- Ordinul „Steaua României” cu spade, în gradul de Mare Ofițer cu panglica de „Virtutea Militară” (19 septembrie 1941)[4]
- Crucea Germană de aur (29 decembrie 1942)[8]
- Insigna pentru răniți de la 20 iulie  (post-mortem, 1944)